# Tourelle du Chat
La tourelle Le Chat est un amer important pour le passage du Raz de Sein. La balise est peinte aux couleurs d'une cardinale sud (jaune-noire). Le feu est un feu à secteurs WRG. Les secteurs sont 096-G-215-W-230-R-271-G-286-R-096.

## Historique
La construction est décidée en 1911. Cette tourelle détient le record de hauteur des tourelles avec un plan focal à 27 m au-dessus des pleines mers de vives-eaux moyennes (coef 95).

## Aide au franchissement du raz
Vue du côté sud, son secteur rouge délimite la zone de dangers de l'Île de Sein et les hauts-fonds du sud du raz de Sein. Son secteur blanc guide les navigateurs venant du NNE (en sortie de la baie de Douarnenez) vers le passage entre L'îlot de Tévennec et les dangers au large de la pointe du Van.